# بيل فاوست (كاتب)
بيل فاوست (بالإنجليزية: Bill Fawcett)‏ (13 مايو 1947)؛مؤرخ عسكري وروائي أمريكي.